# Rich Piana

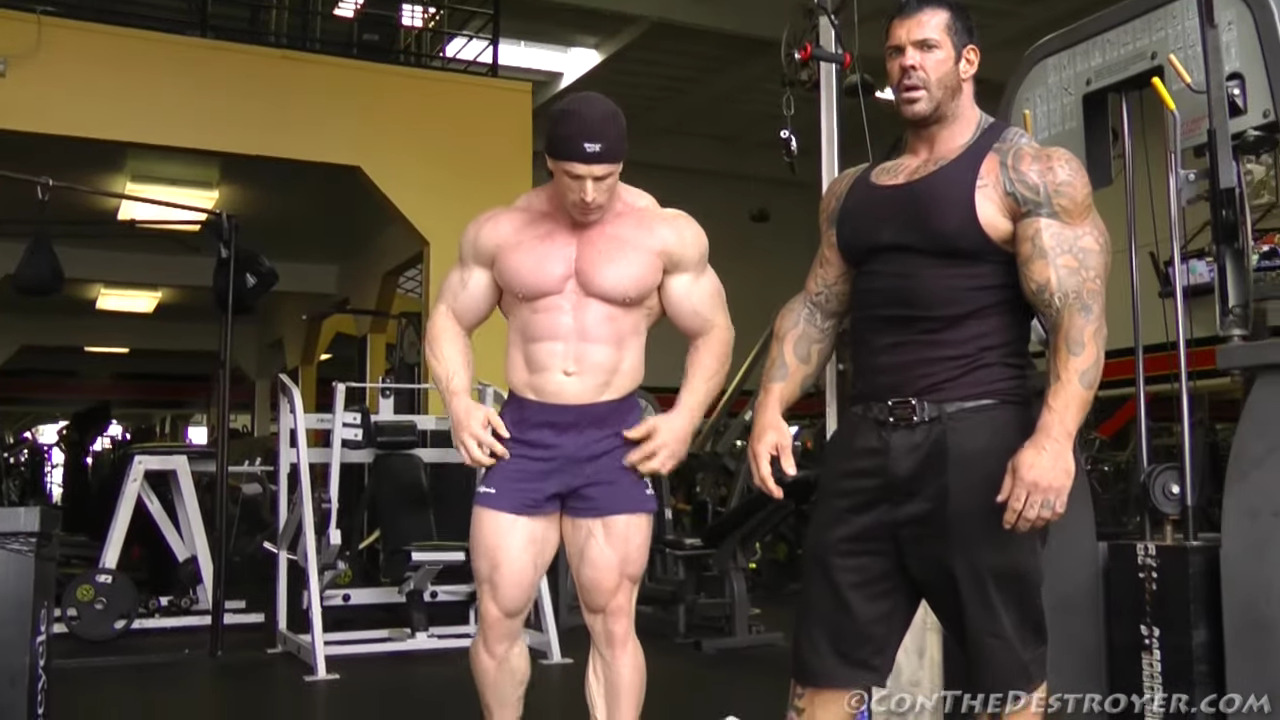
Rich Piana (rechts im Bild)

Richard Eugene Piana (* 26. September 1970 in Glendale, Kalifornien; † 25. August 2017 in Clearwater, Florida) war ein US-amerikanischer Bodybuilder, Unternehmer und Influencer.
1989 gewann Piana den Titel „Mr. Teen California“ des National Physique Committee (NPC), 1998 den Titel „Mr. California“ sowie 2003 und 2009 weitere Wettbewerbe des NPC. Er war vor allem wegen seiner Präsenz auf den Portalen YouTube und Instagram sowie durch zahlreiche Cameoauftritte in Fernsehserien einer breiteren Öffentlichkeit bekannt.
Piana verstarb mit nur 46 Jahren an Organversagen. Sowohl sein Herz als auch seine Leber waren laut Autopsie doppelt so schwer wie bei einem durchschnittlichen männlichen Erwachsenen üblich. Er wurde in der kalifornischen Gemeinde Hollywood Hills beerdigt.